# Saint-Jean-d'Angély
Saint-Jean-d'Angely je naselje in občina v zahodni francoski regiji Poitou-Charentes, podprefektura departmaja Charente-Maritime. Leta 2007 je naselje imelo 7.463 prebivalcev.

## Geografija
Kraj leži v pokrajini Saintoge ob reki Boutonne, 27 km severno od njenega središča Saintes.

## Uprava
Saint-Jean-d'Angély je sedež istoimenskega kantona, v katerega so poleg njegove vključene še občine Antezant-la-Chapelle, Asnières-la-Giraud, La Benâte, Bignay, Courcelles, Les Églises-d'Argenteuil, Fontenet, Landes, Mazeray, Saint-Denis-du-Pin, Poursay-Garnaud, Saint-Julien-de-l'Escap, Saint-Pardoult, Ternant, Varaize, La Vergne, Vervant in Voissay s 15.805 prebivalci.
Naselje je prav tak tako sedež okrožja, v katerem se poleg njegovega nahajajo še kantoni Aulnay-de-Saintonge, Loulay, Matha, Saint-Hilaire-de-Villefranche, Saint-Savinien in Tonnay-Boutonne s 50.292 prebivalci.

## Zgodovina
Ozemlje Saint-Jean-d'Angely je bilo naseljeno že v prazgodovini, v rimskem obdobju galorimska naselbina Angeriacum. 
Srednjeveško naselje je ozko povezano z ustanovitvijo kraljeve opatije v 9. stoletju, v kateri so bile hranjene relikvije sv. Janeza Krstnika. Opatija je bila večkrat obnovljena zaradi ponavljajočih se opustošenj (14., 17. in 18. stoletje), nazadnje opuščena. Od 1989 opatija gosti Center evropske kulture.

## Zanimivosti
- Kraljeva opatija, ustanovljena 817 pod Pipinom I. Akvitanskim, njeni ostanki so kot del romarski poti v Santiago de Compostelo (Via Turonensis) uvrščeni na UNESCOv seznam svetovne kulturne dediščine,
- urni stolp - le beffroi iz 15. stoletja,
- ohranjene lesene hiše v mestnem jedru iz 16. stoletja,
- renesančna funtana la fontaine du Pilori,
- muzej Musée des Cordeliers z zbirko mestne umetnostno-zgodovinske dediščine in zbirko spominkov iz ekspedicij Citroën - prvega prečkanja Sahare z avtomobilom (1922) kot tudi prečkanja celotne Afrike od severa proti jugu (Croisière Noire, 1924/25), ki ju je organiziral pionir francoske avtomobilske industrije André Citroën.

## Pobratena mesta
- Coumondé (Togo),
- Mondsee (Gornja Avstrija, Avstrija),
- New Iberia (Louisiana, ZDA),
- Saint-Sulpice (Québec, Kanada).